# Богданов Сергій Вікторович
Сергій Вікторович Богданов (нар. 2 травня 1957, м. Мелітополь, Запорізька область, Українська РСР — 2 травня 2017, м. Авдіївка, Донецька область, Україна) — сержант Збройних сил України, учасник російсько-української війни на сході України, позивний «Бетмен».

## Біографія
Народився 1957 року у м. Мелітополь.
Під час російської збройної агресії проти України 16 квітня 2015 року був призваний за мобілізацією, проходив службу на посаді стрільця в Роті охорони Мелітопольсько-Веселівського об'єднаного районного військкомату. 30 червня 2015 перейшов на військову службу за контрактом у 23-й батальйон.
Сержант, головний сержант взводу — командир відділення зенітного артилерійського взводу 23-го окремого мотопіхотного батальйону «Хортиця» 56-ї окремої мотопіхотної бригади, в/ч А2988, м. Маріуполь.
2 травня 2017 року, у свій день народження, загинув о 21:30 від мінно-вибухової травми внаслідок мінометного обстрілу позиції в районі м. Авдіївка. Противник, застосовуючи міномети калібру 120 та 82 мм, гранатомети різних систем та великокаліберні кулемети, вів вогонь з боку окупованих населених пунктів Яковлівка та Ясинувата. Сержант Богданов зазнав несумісного з життям поранення, помер у шпиталі в Авдіївці.
Похований 6 травня на кладовищі Мелітополя.

## Нагороди та вшанування
- Указом Президента України № 363/2017 від 14 листопада 2017 року, за особисту мужність і самовіддані дії, виявлені у захисті державного суверенітету та територіальної цілісності України, зразкове виконання військового обов'язку, нагороджений орденом «За мужність» III ступеня
- Розпорядження голови Полтавської облради від 16 серпня 2017 року № 269-н нагороджений орденом «За заслуги перед Запорізьким краєм» III ступеня (посмертно)[4].
- У квітні 2017, до 3-ї річниці створення 23-го батальйону територіальної оборони «Хортиця», за мужність та самопожертву, виявлені при виконанні бойових завдань, відзначений Грамотою Запорізької облдержадміністрації[5].